# Microsoft Office Communications Server
Microsoft Office Communications Server（マイクロソフト オフィス コミュニケーションズ サーバー、OCS）は、マイクロソフトが提供するエンタープライズ向けリアルタイムコミュニケーションサーバーである。具体的には、インスタントメッセージング、プレゼンス表示、ファイル転送、ピアツーピアもしくは多人数のVoIP、ビデオ通信、電話・ビデオ・Web・PSTNを利用した会議ができる。これらの機能は組織内・組織間・インターネット上の外部ユーザー・またPSTN網との間で提供される。
Microsoft Office CommunicatorやLive Meetingクライアントなどのクライアントソフトウェアと組み合わせて利用する。2007年に発売されたMicrosoft RoundTableと組み合わせると、リモート会議の参加者に会議テーブルの周りに座っている全員のパノラマビデオを表示させることができた。
2011年1月に後継製品のMicrosoft Lync Server 2010がリリース、その後、2015年4月にMicrosoft Skype for Business Serverにと移行されている。

## 歴史
Office Communications Serverは、元々Live Communications Server (LCS)と呼ばれていたリアルタイムコラボレーション製品の後継版である。

### Live Communications Server 2003
Live Communications Server 2003は、元々Microsoft Exchange 2000 Serverの世代でExchange 2000 Conference Serverとして提供されていた会議サーバーの機能やExchange 2000 Server Instant Messaging Serviceとして提供されていたインスタントメッセージ機能を別製品として切り出したものである。Live Communications Server 2003は2003年11月4日に発売された。開発コード名は「Greenwich」。
インスタントメッセージ、プレゼンス情報の表示、音声通話、ビデオ会議などを提供する、企業向けIMサーバソフトという位置づけで提供された。

### Live Communications Server 2005
2005年1月に発売された。開発コード名は「Vienna」。Standard EditionとEnterprise Editionの二つのエディションが提供されるようになった。フェイルオーバー、クラスタリングなどの機能が新しく搭載された。クライアントソフトウェアはWindows Messengerを使っていたが、途中からOffice Communicator 2005に変更された。
Office Communicator MobileやOffice Communicator Web Accessといった、パソコンのクライアントソフトウェア以外からのアクセス方法も提供されるようになった。
また、Live Communications Server PIC(Public IM Conenctivity)と呼ばれる、AOL Instant MessengerやYahoo! Messenger、MSN Messengerなど他の公共インスタントメッセージサービスとの接続サービスがService Pack 1より開始された。

### Office Communications Server 2007
2007年11月1日からOCS 2007の提供が開始された。このリリースから、名称がLive Communications ServerからOffice Communications Serverに変更された。Microsoft RoundTableとの連携による、360度パノラマ映像を使ってのビデオ会議や、専用電話機デバイスとの連携が可能になった。
VoIPサポートが強化され、PBXとの接続、Office Communicator 2007による着信電話の転送などがサポートされるようになった。

### Office Communications Server 2007 R2
2009年5月1日からOCS 2007 R2の提供が開始され、以下のような機能が追加された。このバージョンより32ビット環境のサポートが無くなり、x64のみのサポートとなった。
- 一般回線からの電話会議参加
- デスクトップ共有
- 履歴が残るグループチャット
- アシスタント用コンソールと、委任
- SIPのトランキング
- モバイルと同一番号アクセス (ワンナンバー)

## 機能
Office Communications Serverの基本的な機能の一つは、組織内でのインスタントメッセージとプレゼンス情報の表示である。具体的には豊富なプレゼンス情報の表示、ファイル転送、インスタントメッセージ、音声・ビデオ通信の機能などである（これらの機能は、ファイアウォールやネットワークアドレス変換の影響などで、Office Communicator以外のIMクライアントを利用している組織では利用できない）。OCSは組織内や組織外のネットワークで、セキュアな音声・ビデオ通信を行うためにen:Interactive Connectivity EstablishmentとTLS暗号化を利用している。
OCS 2007はリモートからアクセスするユーザーもサポートしている。これはモバイルやテレワーカーなど、インターネット越しにアクセスしてくる組織内のユーザーからの接続と、パートナー企業からの接続の両方をサポートしている。OCS 2007はフェデレーションと呼ばれる、ほかの組織のIMネットワークとの相互接続を可能にする機能が実装されている。フェデレーションの機能によって、手動（他組織のエッジサーバーを手動で登録）もしくはDNSのSRVレコードを利用して他組織のOCSと接続することができる。
OCSはIMとプレゼンス表示のために、SIPと、SIMPLEと呼ばれるSIPの拡張を行ったプロトコルを利用している。メディアはRTPとSRTPを利用している。Live Meeting用クライアントは、コンテンツのダウンロードにPSOMを利用している。Office CommunicatorはWebサーバーから配布リストなどのアドレス帳をダウンロードするために、HTTPSを利用している。OCSは、デフォルトではSIPを利用する通信のすべてをTLSとSRTPで暗号化している。ただし、メディエーションサーバーとメディアゲートウェイとの間の通信はSIPをTCPとRTPでカプセル化している。しかしながら、Microsoft Unified Communications Open Interoperability Programに掲載されているようなハイブリッド型のゲートウェイを使うと、すべての通信が暗号化される。
OCS2007では、サーバーを通過するすべてのIM通信を記録する機能と、ビデオ会議などのCall Detail Recordを記録する機能がある。これらの機能は、様々な要求を求められる多くの組織にとって、コンプライアンスを守ることにつながる。これらアーカイブサーバーはエンドポイント間でのコンプライアンスを確保するためのソリューションではない。

## クライアントソフト・デバイス
Microsoft Office Communicator 2007とLive Meeting コンソール 2007がOCS用クライアントアプリケーションとして提供されている。Office CommunicatorはIM・プレゼンス表示・音声通話やビデオ通話・アドホックな会議に使われる。Live Meeting コンソールは事前に準備された会議やアプリケーションの共有に使われる。これはOCSもしくはホスティングサービスであるMicrosoft Office Live Meetingのどちらにも利用することができる。
ほかのクライアントには以下のような物がある。
- Office Communicator Mobile 2007はOffice Communicator 2007のWindows Mobile版であり、操作もなるべく同じになるように作られている。

- Office Communicator Web Access 2007はWebブラウザを利用したプレゼンス表示やインスタントメッセージを提供する。

- Microsoft RoundTableは電話会議やビデオ会議の機能を提供する。大きな特徴は会議室の360度方向を写しだし、RoundTableの回りに座っている人の音声を拾い、スピーカーを画面に映し出す機能である[8][9]。

- LG-NortelとPolycomは、組み込み型のOffice Communicator 2007を動作させることのできる、従来型の電話の形をしたIPホンを提供している。

## ホスティングサービス
Office Communications Serverの機能をホスティングするマイクロソフトのクラウドコンピューティング型のサービスとして、Microsoft Office Communications OnlineやMicrosoft Office Live Meetingサービスが存在する。前者はインスタントメッセージ、プレゼンス情報の表示、および1対1のビデオ会議機能を提供し、後者はWeb会議であるLive Meeting機能を提供する。
これらのホスティングサービスと社内設置型のサーバーは相互接続をすることはできない。